# My Little Pony: Equestria Girls – Holidays Unwrapped
My Little Pony: Equestria Girls - Holidays Unwrapped es un especial de televisión de una hora con temática navideña animada en Flash canadiense-estadounidense de 2019 basado en la franquicia de medios y juguetes My Little Pony: Equestria Girls de Hasbro, que es un derivado del relanzamiento de 2010 de la línea de juguetes My Little Pony de Hasbro. Escrito por Anna Christopher y dirigido por Ishi Rudell y Katrina Hadley, es el quinto especial de Equestria Girls de una hora, después de Forgotten Friendship y Rollercoaster of Friendship de 2018, y Spring Breakdown de 2019 y Sunset's Backstage Pass. Es la última pieza de contenido de Equestria Girls producida por DHX Media (ahora conocida como WildBrain).
El especial se estrenó en Discovery Family el 2 de noviembre de 2019. A diferencia de los especiales anteriores, Holidays Unwrapped es una compilación de seis cortos de siete minutos en lugar de una historia de una sola hora.

## Argumento
- Ventisca o Busto

En la casa de Twilight Sparkle, las Equestria Girls se despiertan después de pasar la noche anterior estudiando para un examen escolar. A pesar de su sesión de estudio de toda la noche, están privadas de sueño y no están preparadas para la prueba. Afortunadamente, después de ver una ligera nevada afuera, a Rainbow Dash se le ocurre la idea de hacer un día de nieve falso para que la directora Celestia cancele la escuela.
En el montaje que sigue, las chicas montan una exhibición falsa de un día de nieve afuera de Canterlot High School. Pinkie Pie hace un muñeco de nieve con patatas (con alguna interferencia de un mapache hambriento); Sunset Shimmer pinta un gran retrato del patio de la escuela cubierto de nieve; Fluttershy ordena a sus amigos animales que hagan nieve con bloques de hielo entregados por Applejack, que Twilight luego esparce por el patio; y Rarity pasa todo el tiempo tejiendo una bufanda para el muñeco de nieve de papa de Pinkie.
La directora Celestia y la subdirectora Luna ven el resultado del trabajo de las niñas fuera de la ventana de la oficina de Celestia. Sin embargo, antes de que Celestia cancele la escuela por un día, Cranky Doodle ve a través del engaño y las niñas son atrapadas y castigadas con detención después de su prueba. Se revela que el proyecto del día de nieve de Rainbow Dash fue en realidad una forma de prepararla a ella y a sus amigos para su prueba de vapor de agua.
- Salvando a Pinkie Pie

En la casa de Pinkie Pie, Pinkie está horneando un suflé para Rarity. Ella le explica a Sunset Shimmer que hornea un suflé para Rarity todos los años, pero que siempre se desinfla antes de que pueda entregarlo. Este año, Pinkie planea la ruta perfecta para llevar el suflé a la casa de Rarity en siete minutos, pero ella y Sunset descubren una gran pelea de bolas de nieve que tiene lugar en el jardín delantero.
Sunset y Pinkie intentan atravesar el campo de batalla bélico, incluso tratando de pedir un alto el fuego, pero los dos lados se niegan a dejar de lanzar bolas de nieve. Después de incapacitar brevemente a Applejack, Sunset recluta la ayuda de Flash Sentry para llevar a Pinkie a través del patio, pero Flash es eliminado rápidamente. Sunset finalmente se sacrifica para que Pinkie pueda hacer el resto del camino, pero pasan siete minutos y Pinkie teme que una vez más no pueda entregar su suflé a tiempo.
En ese momento, Rarity aparece inesperadamente y Pinkie rápidamente le da el suflé antes de que se desinfle. Rarity encuentra el suflé absolutamente delicioso, y Pinkie está feliz de que finalmente haya logrado entregar su regalo. Cuando Rainbow Dash sale de un muñeco de nieve e intenta golpear a Pinkie y Rarity con bolas de nieve, Rarity las protege con sus poderes de geoda mágica.
- Los Tontos del Piojo de la Sidra

Twilight Sparkle ha sido invitada a asistir a la fiesta anual de cosecha y sidra de la familia Apple en su casa. Applejack le menciona a Twilight que Flim y Flam la estafan a ella y a su familia en la fiesta todos los años. Las Manzanas tienen la intención de estafar a los hermanos Flim Flam este año poniéndoles trampas, y Twilight se ofrece a ayudar.
A través de las instrucciones de Twilight, la familia Apple se prepara para su fiesta de elaboración de sidra y planea vender a Flim y Flam una jarra de agua con sal y pimienta en lugar de su sidra de manzana característica. A medida que la fiesta comienza, llegan Flim y Flam y, prometiendo no tener trucos bajo la manga este año, se ofrecen a intercambiar parte de la sidra de la familia Apple con un diamante falso. Una vez que se cumple el trato, Flim y Flam se marchan, y Twilight y sus amigas creen que han estafado con éxito a los hermanos.
Sin embargo, Flim y Flam, habiendo visto a través de su engaño, reaparecen y se llevan la sidra que Twilight y sus amigas habían escondido. Applejack y su familia creen que Flim y Flam los han estafado una vez más, pero Twilight revela que predijo que los hermanos verían a través de su engaño. Instaló soportes de cartón para los invitados a la fiesta e hizo que Flim y Flam creyeran que la fiesta comenzó antes de lo habitual, lo que hizo que se fueran con agua con sal y pimienta como se había planeado originalmente. Con su engaño verdaderamente exitoso, Twilight y Apple celebran con sidra.
- Robo de Invierno

Las Equestria Girls van al casillero de Sunset Shimmer para recuperar bolsas de juguetes para regalar a los niños en el Festival de Juguetes para Niños. Después de un breve período de averiguar quién tiene la llave del casillero de almacenamiento, Sunset se da cuenta de que la dejó en su casillero en la escuela, que está cerrada por las vacaciones de invierno. Frente a la escuela, algunas de las niñas tienen ideas de atracos para irrumpir en la escuela y recuperar la llave.
A Sunset se le ocurre la idea de colarse por las rejillas de ventilación, desactivar el sistema de seguridad y distraer al conserje antes de obtener la llave. A Pinkie Pie se le ocurre la idea de atraer a la directora Celestia afuera con un plato de pastelitos y colarse en la escuela mientras ella está distraída. A Applejack se le ocurre la idea de usar su súper fuerza para levantar el edificio de sus cimientos.
Twilight desaprueba todas estas ideas que equivalen a allanamiento de morada, y se le ocurre la idea mucho más simple de llamar al teléfono de la directora Celestia y pedirle que abra las puertas de la escuela para Twilight y sus amigos. Una vez que tienen la llave del casillero de almacenamiento de Sunset, entregan los juguetes al Festival Toys for Kids en el Canterlot Mall. Después, Sunset sugiere que cambien sus tarjetas de regalo y vayan de compras. Twilight se da cuenta de que dejó las tarjetas de regalo en la escuela, pero tiene otra idea para un atraco.
- Corriendo por el Centro Comercial

En el Canterlot Mall, las Equestria Girls se reúnen para un intercambio de regalos navideños al estilo de Santa Claus, pero Rainbow Dash se ha olvidado de conseguir un regalo para Fluttershy. Corre por el centro comercial para encontrar un regalo de último momento, pero casi todas las tiendas tienen una larga fila de personas esperando para comprar. Afortunadamente, Zephyr Breeze trabaja en una de las tiendas y le permite a Rainbow Dash pasar al frente de la fila de espera. Rainbow decide aguantar la insolencia de Zephyr para conseguir el regalo perfecto para Fluttershy.
Zephyr le muestra a Rainbow una multitud de artículos, ninguno de los cuales Rainbow considera adecuado para los gustos de Fluttershy. Eventualmente sugiere una cámara instantánea para reemplazar la cámara de Fluttershy que se rompió el año anterior. Rainbow Dash aprueba la cámara, se la compra a Zephyr y le agradece su ayuda.
Al regresar con sus amigos, Rainbow Dash le da a Fluttershy la cámara instantánea solo para descubrir que Zephyr ya ha reemplazado la rota. Fluttershy todavía disfruta del regalo y rápidamente lo usa, tomando fotografías de ella y de los demás mientras intercambian regalos. Mientras tanto, Snips y Snails están encantados de descubrir que se han comprado brazos extensibles de chocar los cinco.
- Oh, Venid Todos Vosotros, Squashful

En Canterlot High, Applejack se reúne con sus amigos y sugiere comenzar una nueva tradición navideña. Ella explica que su familia toma una foto temática todos los años para enviársela a sus amigos, y sugiere que ella y sus amigos hagan lo mismo con un tema de "cornucopia". A pesar de la renuencia de sus amigas sobre la posibilidad de avergonzarse públicamente, aceptan hacerlo por el bien de Applejack, y Rarity se ofrece a diseñar el guardarropa de las niñas.
Rarity se pasa el día creando elaborados disfraces de frutas y verduras para ella y sus amigos. Intentan llegar al auditorio para la sesión de fotos sin ser notados, pero cuando suena la campana para marcar el final de la clase, los estudiantes salen de las aulas e inmediatamente comienzan a reírse de las niñas. Una vez que llegan al auditorio, Applejack también se ríe de ellos y dice que solo tenía la intención de usar la cornucopia como telón de fondo para una foto de grupo con todos en su ropa habitual. Molestas porque se avergonzaron públicamente sin razón alguna, las chicas visten a Applejack con un disfraz como el de ellos, y Photo Finish toma la foto mientras las chicas le desean al espectador unas felices fiestas.

## Reparto
- Rebecca Shoichet como Sunset Shimmer
- Tara Strong como Twilight Sparkle
- Ashleigh Ball como Rainbow Dash y Applejack
- Andrea Libman como Pinkie Pie y Fluttershy
- Tabitha St. Germain como Rarity, Granny Smith, Photo Finish, y Subdirectora Luna
- Richard Newman como Mr. Cranky Doodle
- Nicole Oliver como Directora Celestia
- Vincent Tong como Flash Sentry
- Richard Ian Cox como Snails
- Kathleen Barr como Trixie Lulamoon
- Michael Dobson como Bulk Biceps
- Sam Vincent como Flim
- Scott McNeil como Flam
- Michelle Creber como Apple Bloom
- Ryan Beil como Zephyr Breeze
- Lee Tockar como Snips

## Doblaje
| Personaje          | Actor original      | Actor de doblaje · México |
| ------------------ | ------------------- | ------------------------- |
| Sunset Shimmer     | Rebecca Shoichet    | Circe Luna                |
| Twilight Sparkle   | Tara Strong         | Carla Castañeda           |
| Rainbow Dash       | Ashleigh Ball       | Analiz Sánchez            |
| Applejack          | Ashleigh Ball       | Claudia Motta             |
| Pinkie Pie         | Andrea Libman       | Melissa Gedeón            |
| Fluttershy         | Andrea Libman       | Maggie Vera               |
| Rarity             | Tabitha St. Germain | Elsa Covián               |
| Abuela Smith       | Tabitha St. Germain | Karina Altamirano         |
| Photo Finish       | Tabitha St. Germain |                           |
| Subdirectora Luna  | Tabitha St. Germain | Laura Ayala               |
| Directora Celestia | Nicole Oliver       | Rebeca Patiño             |
| Flim               | Sam Vincent         | Antonio Ortiz             |
| Flam               | Scott McNeil        | Beto Castillo             |
| Flash Sentry       | Vincent Tong        | Javier Olguín             |
| Apple Bloom        | Michelle Creber     | Susana Moreno             |
| Trixie Lulamoon    | Kathleen Barr       | Leyla Rangel              |
| Bulk Biceps        | Michael Dobson      | Dan Osorio                |
| Cranky Doodle      | Richard Newman      | Dan Osorio                |
| Snips              | Lee Tockar          | Miguel Ángel Ruiz         |
| Snails             | Richard Ian Cox     | Arturo Castañeda          |
| Zephyr Breeze      | Ryan Beil           | Tommy Rojas               |

## Estreno
Holidays Unwrapped se emitió el 2 de noviembre de 2019 en Discovery Family. El especial fue editado en un corte de seis episodios separados en el canal oficial de YouTube My Little Pony. Su primer episodio fue subido el 16 de noviembre de 2019 y su último episodio el 20 de diciembre.

### Episodios
| En general | Título del Episodio      | Fecha de emisión original | Duración | Duración total |
| ---------- | ------------------------ | ------------------------- | -------- | -------------- |
| 1          | Blizzard or Bust         | 16 de noviembre de 2019   | 7:40     | 7:40           |
| 2          | Saving Pinkie's Pie      | 22 de noviembre de 2019   | 7:40     | 15:20          |
| 3          | The Cider Louse Fools    | 29 de noviembre de 2019   | 7:40     | 23:00          |
| 4          | Winter Break-In          | 6 de diciembre de 2019    | 7:40     | 30:40          |
| 5          | Dashing Through The Mall | 13 de diciembre de 2019   | 7:40     | 38:20          |
| 6          | O' Come All Ye Squashful | 20 de diciembre de 2019   | 7:40     | 46:00          |